# Koordersiodendron
Koordersiodendron  es un género de plantas con tres especies,  perteneciente a la familia de las anacardiáceas.

## Especies
| - Koordersiodendron celebicum - Koordersiodendron papuanum - Koordersiodendron pinnatum - amoguis de Filipinas, uris de Filipinas. |